# Гончарова Катерина Іванівна
Катерина Іванівна Гончарова (нар. 1929, село Барикине, тепер Сватівського району Луганської області) — українська радянська діячка, новатор сільськогосподарського виробництва, доярка колгоспу «Прогрес» Сватівського району Луганської області. Депутат Верховної Ради УРСР 6-го скликання.

## Біографія
Народилася у багатодітній селянській родині. Навчалася у сільській школі. Батько загинув під час німецько-радянської війни.
З 1944 року навчалася у школі фабрично-заводського навчання у місті Сєверодонецьку Ворошиловградської області. Потім три роки працювала стрілочником транспортного цеху Лисичанського хімічного комбінату Ворошиловградської області.
З кінця 1940-х років — доярка колгоспу «Прогрес» села Мілуватки Сватівського району Луганської області. У 1962 році надоїла по 2 194 кілограми молока від кожної із 25 закріплених корів.

## Нагороди
- ордени
- медалі